# Te Faaturuma
Te Faaturuma, La malenconiosa, La malhumorada o El silenci, és un quadre de Paul Gauguin fet el 1891 durant la seva primera estada a Tahití. Es conserva al Worcester Art Museum de Worcester (Massachusetts, EUA). Es coneix per la referència núm. 440 del catàleg de Wildenstein.

## Títol
Està signat a baix a l'esquerra sobre el barret: «PGauguin 91». A dalt a l'esquerra porta la inscripció «Te Faaturuma» escrita per Daniel de Monfreid per indicació de Gauguin. En una carta a la seva dona Mette, Gauguin li explica que Te Faaturama és Le Silence ou Être Morne («El silenci» o «Estar moix, malenconiós»), però que era millor mantenir el títol tahitià, ja que aquesta llengua pot donar diferents sentits. Després, en el catàleg de l'exposició a la galeria de Durand-Ruel del 1893, ho va traduir com Boudeuse («Emmurriada, malhumorada»). En el catàleg raonat de Wildenstein consta com Te Faaturuma (Boudeuse ou Le Silence).
D'acord amb el diccionari de l'Acadèmia Tahitiana, el verb fa'aturuma és «restar silenciós, observar un moment de recolliment, parar-se per reflexionar». Però com a substantiu seria te fa'atūrumara'a («la malenconia») i com a adjectiu, te vahine fa'atūruma («la [dona] malenconiosa»).

## Descripció
La model és una noia tahitiana, probablement la seva amant Tehemana, vestida amb una camisa blanca, asseguda a terra amb les cames creuades al costat d'unes fruites, un barret i un bol fumejant. Al fons, a l'exterior de la cabana, hi ha unes figures molt esquemàtiques d'un gos i un genet en el seu cavall. Els colors són clars, destacant el malva del fons que es reflecteix en el vestit de la model.
La dona silenciosa i meditativa transmet el sentit de misteri que els polinesis provocaven en l'artista:
«Sóc capaç d'entendre per què aquesta gent pot estar-se durant hores inacabables, fins i tot dies, asseguda sense dir una paraula, limitant-se a mirar malenconiosament el cel. Sóc capaç de sentir com tot això m'amara, i en aquests moments experimento un sentiment de descans absolut.»
Probablement Gauguin també tenia aquest estat d'ànim malenconiós durant les primeres setmanes a Tahití quan va produir poques obres. En tahitià queda expressat pel terme fiu, «estar las, cansat, afartat», una actitud que va sorprendre els primers exploradors europeus i que continua vigent a la Polinèsia francesa amb l'expressió être fiu.

## Figures

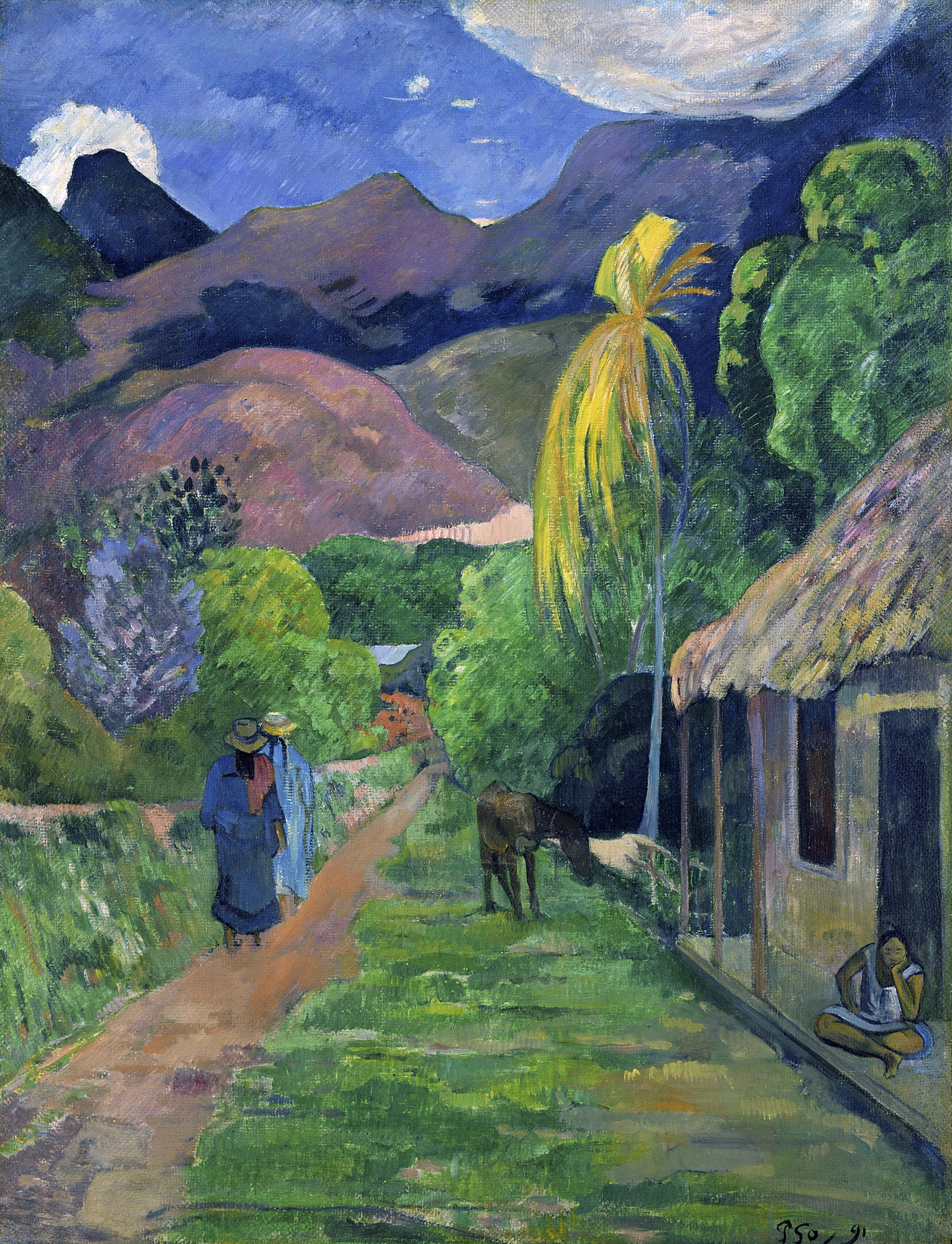
Carrer de Tahití, 1891 (W.441)

Existeixen dos dibuixos preparatoris de la tahitiana asseguda. Aquesta mateixa figura torna a sortir al quadre Carrer de Tahití. El mateix any 1891 va pintar el mateix tema a Faaturuma (Malenconia), però amb una dona asseguda en una cadira. Les figures del fons a l'exterior de la cabana, l'home amb camisa blanca que observa l'interior i el gos que guarda l'entrada, les va tornar a reproduir a Eiaha Ohipa (1896).

## Historial
Va ser enviat per Gauguin, el desembre del 1892 des de Tahití, junt amb altres set obres per a ser exposades a Copenhagen. El novembre del 1893, a la seva tornada de Tahití a París, va ser exposat en la galeria de Paul Durand-Ruel. El 1895, abans de tornar de nou cap a Tahití, es va incloure en la subhasta de l'Hôtel Drouot amb un preu de partida de 400 francs, però no es va vendre. Poc després el va comprar el pintor Edgar Degas. De fet, la perspectiva des de dalt recorda els estudis de ballarines de Degas. El 1918 es va vendre en subhasta per 14.000 francs (uns 21.200 euros del 2009).